# 近久武美
近久 武美（ちかひさ たけみ、1954年 - ）は、日本の機械工学者。北海道大学名誉教授。北海道職業能力開発大学校校長。元日本伝熱学会会長。

## 人物・経歴
北海道石狩郡当別町生まれ。北海道札幌北高等学校を経て、1976年北海道大学工学部機械工学第二学科卒業。1978年北海道大学大学院工学研究科修士課程修了。1979年ウィスコンシン大学大学院修士課程修了。1982年北海道大学大学院工学研究科博士後期課程修了、北海道大学工学部機械工学科講師。1984年北海道大学工学部機械工学科助教授。2003年北海道大学大学院工学研究科教授。2012年北海道大学副工学研究院長・副工学部長、日本機械学会熱工学部門部門長。2014年国土交通省交通政策審議会臨時委員、経済産業省総合資源エネルギー調査会臨時委員、札幌市環境審議会会長。2018年日本伝熱学会会長。2019年北海道職業能力開発大学校校長。

## 著書
- 『新しいエネルギー社会への挑戦 : 原発との別れ』北海道大学出版会 2019年

## 受賞
- 1987年 日本舶用機関学会研究奨励賞[5]
- 1991年 ゼネラル石油研究奨励財団鈴木賞[5]
- 1993年 SAE Oral Award[5]
- 2002年 日本機械学会論文賞[5]
- 2003年 日本機械学会エンジンシステム部門研究業績賞[5]
- 2008年 日本機械学会熱工学部門研究功績賞[5]